# Asemostera latithorax
Espèce
Synonymes
- Erigone latithorax Keyserling, 1886
- Pelidida albida Simon, 1898

Asemostera latithorax est une espèce d'araignées aranéomorphes de la famille des Linyphiidae.

## Distribution
Cette espèce est endémique du Brésil. Elle se rencontre dans les États du Rio Grande do Sul, de Santa Catarina, de Rio de Janeiro et du Minas Gerais.

## Description
Le mâle décrit par Miller en 2007 mesure 1,70 mm et la femelle 1,68 mm.

## Publication originale
- Keyserling, 1886 : Die Spinnen Amerikas. Theridiidae. Nürnberg, vol. 2, p. 1-295 (texte intégral).